# Oranje dwerg
Een oranje dwerg is een ster uit de hoofdreeks met spectraalklasse K en lichtkrachtklasse V. Op de hoofdreeks ligt een oranje dwerg tussen een rode en een gele dwerg. De effectieve temperatuur van een oranje dwerg is tussen 3.900 en 5.200 K. Oranje dwergen hebben een massa tussen 0,6 en 0,9 zonnemassa. Vanwege de rustige verbranding van waterstof, en de normale temperatuur kan de levensduur van een dergelijke ster enkele tientallen miljarden jaren bedragen. Omdat het heelal nog maar zo'n 13,7 miljard jaar oud is, is het mogelijk dat nog geen enkele oranje dwerg is opgebrand. Een oranje dwerg zal aan het einde van zijn evolutie eerst een rode reus en daarna een witte dwerg worden, en vervolgens afkoelen tot een zwarte dwerg.

## Voorbeelden van oranje dwergen
- Alpha Centauri b, de 3e ster vanaf de Zon
- Epsilon Eridani